# Vislanští Venedové

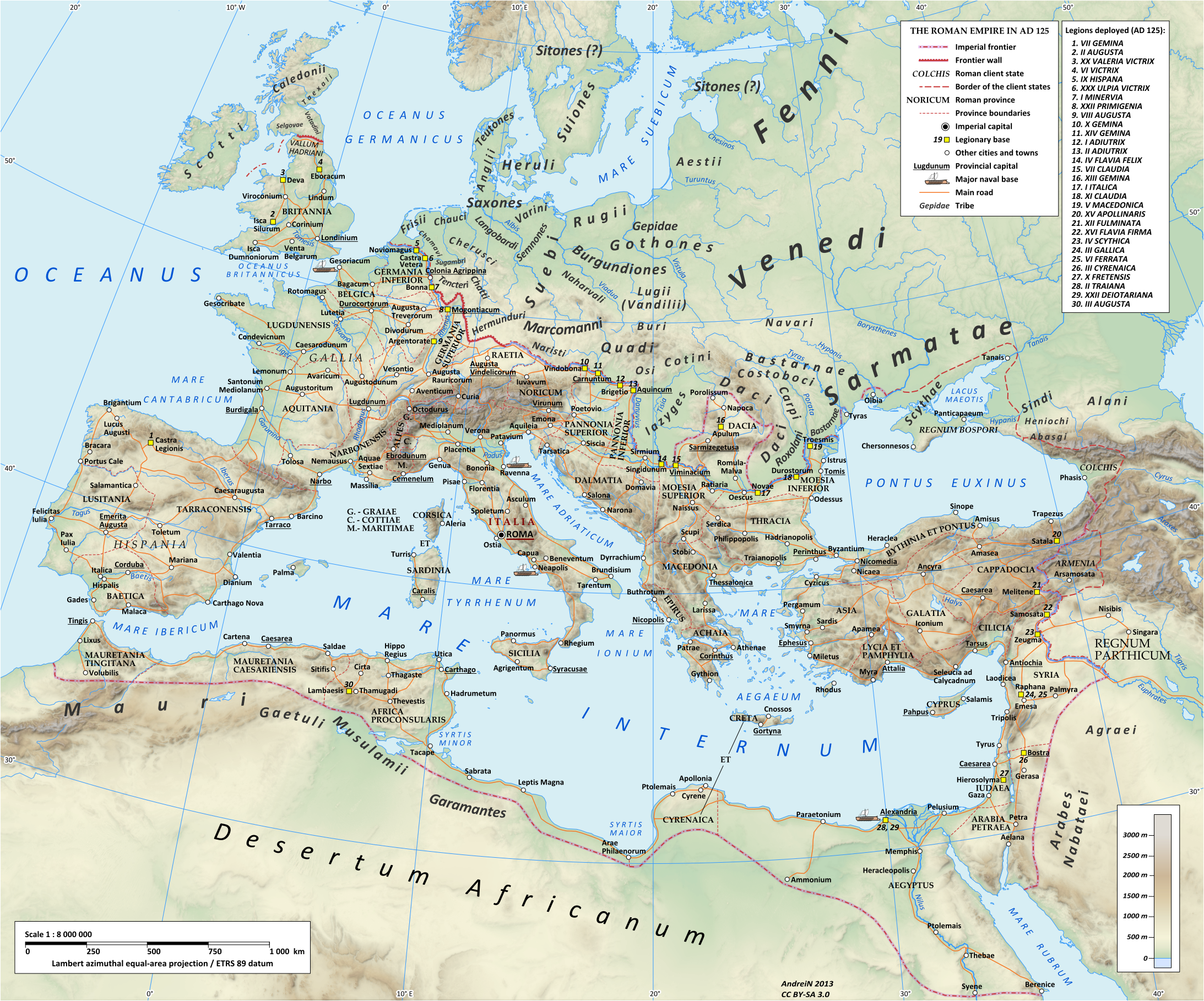
Římská říše pod vládou Hadriána (vládl 117-138). Venedové jsou uvedeni na horní Visle v dnešním Polsku a na Volyni na dnešní Ukrajině.

Vislanští Venedové byl indoevropský[zdroj⁠?!] kmen žijící na územní dnešní Volyně, v povodí Visly a u Gdaňského zálivu zmiňovaný římskými autory 1. - 2. století. Od 6. století bylo jejich jméno používáno pro Slovany na územní dnešní Volyně, s kterými jsou dodnes často ztotožňováni. Otázka jejich etnicity je však dodnes nejasná, ačkoliv existují teorie považující je kromě Slovanů také za příbuzné Baltů, Ilyrů či Keltů.
Latinsky byli označováni jako Venedi, Veneti, v češtině také Venetové. Plinius Starší je nazývá Sarmatae Venedi, Klaudios Ptolemaios Ouenedai. Přívlastek Vislanští je někdy nahrazován výrazem baltští či pobaltští.

## Etylomogie
Julius Pokorny vykládal jméno Venedů z proto-indoevropského kořene *u̯en- "usilovat, k přání, k lásce". Mezi příbuzná slova by v tomto případě patřilo latinské venus "půvab", sanskrtské vanas- "chtíč" nebo staroseverské vinr "přítel". Zdeněk Váňa odvozuje jejich jméno od protokeltského slova *vindos "bílý". Pravděpodobná je také etymologie v baltském wend ("voda"), dochovaném ve staropruském jazyce.

## Antika
Veneti jsou poprvé připomínáni Pliniem Starším v 1. století. Označuje je za východní sousedy germánských Ingaevonů společně se Sarmaty a Skyty. Pravděpodobně žili v povodí Visly (mezi Vislou a Volyní).
Na konci 1. století zmiňuje Venety Tacitus, taktéž jako východní sousedy Germánů společně s Peukiny a Fenny. Píše o nich:
Venedi převzali mnohé ze sarmatského způsobu života: celou lesnatou a hornatou zemí, která se rozkládá mezi Peukiny a Fenny, táhnou v loupeživých houfech...Přece však se počítají spíše ke Germánům, protože mají pevná obydlí, nosí štíty a rádi táhnou boje jako rychlí a zdatní pěšáci, to vše k protikladu k Sarmatům, kteří žijí na svých vozech a koních."

Podle zpráv Klaudia Ptolemaia z poloviny 2. století obývá část Sarmatie podél Venedského zálivu (Gdaňský záliv) velký kmen Venedů. Jižněji, v povodí Visly, pak měli pobývat další kmeny jako Gythones, Finni a Sulones.

## Pozdější užití
V raném středověku bylo jméno Venedové poprvé užité Jordanem ve spise Getica z roku 551 jako označení Slovanů:
Mezi nimi se rozprostír Dacia, jako věncem ovinutá strmými Alpami (Karpaty), podél nichž na levém svahu, směřujícím na sever, a to od pramene řeky Visly, na nesmírných prostorách se usadil početný kmen Venedů. Ačkoliv se jejich jména nyní mění podle různých rodů a sídlišť, nazývají se především Sclaveni a Antové. Sclaveni sídlí od města Novietunum a jezera zvaného Mursianské až k Dněstru a na severu až k Visle..."
Jako Venedy pak pojmenovávaly Slovany žijící na východ od řek Labe a Sála raně středověké německé anály.
Důvodem ztotožnění byla nejspíš blízkost území antických Venedů a Slovanů raného středověku. Toto označení se uchytilo a bylo používáno nadále. Stejný původ má také německé Wenden a jeho varianty v dalších germánských jazycích, které se historicky užívalo především pro západoslovanské kmeny žijící na hranicích s Germány.
Kronika Jindřicha Lotyše z počátku 13. století popisuje neslovanský kmen Vindi (německy Winden) v dnešním Lotyšsku, jehož jméno také mohlo souviset s Venedy.